# Aeródromo de Almansa

i7
i11
i13
 Aeródromo de Almansa ist ein Flugplatz im Gemeindegebiet Almansa in der spanischen Provinz Albacete in der Autonomen Gemeinschaft Kastilien-La Mancha.
Der Flugplatz liegt rund drei Kilometer nördlich der Stadt Almansa. Der Aeródromo ist für die zivile Luftfahrt unter VFR-Bedingungen zugelassen und wird hauptsächlich von Leichtflugzeugen, Agrarflugzeugen und bei Kontrollfügen zur Überwachung und Löschflugeinsätzen bei Wald- und Flächenbränden genutzt.  Betreiber ist das Unternehmen Agustín Medina Cuenca S.L.

## Trivia
Anfang 2014 fanden auf dem Flugplatz Zulassungsflüge mit unbemannten Flugzeugen (UAV) statt. Flightech Systems Europe ist zurzeit das einzige spanische Unternehmen, das Lufttüchtigkeitszeugnis für eine Drohne eingetragen hat. Die Drohne von Flightech Systems mit der  Registrierung EC-LYG wird zur Überwachung bei Wald- und Flächenbränden dem geltenden Recht entsprechend eingesetzt.